# 越宗整形外科病院
越宗整形外科病院（こしむねせいけいげかびょういん）は、医療法人越宗会が大阪府大阪市住吉区東粉浜に設置する病院である。

## 診療科
- 整形外科[1]
- リハビリテーション科[1]

## 医療機関の指定・認定
（下表の出典）
| 保険医療機関                     | 労災保険指定病院                   |
| 生活保護法指定病院               | 臨床研修病院                       |
| 特定疾患治療研究事業委託医療機関 | 原子爆弾被害者一般疾病医療取扱病院 |
| 在宅療養支援病院                 |                                    |

- 救急告示病院（二次救急）[2]
- このほか、各種法令による指定・認定病院であるとともに、各学会の認定施設でもある。

## 交通アクセス
- 南海本線「住吉大社駅」より徒歩5分[3]
- 南海本線「粉浜駅」より徒歩4分[3]
- 阪堺電気軌道阪堺線「東粉浜停留場」より徒歩4分[3]
- 阪堺電気軌道阪堺線・阪堺電気軌道上町線「住吉停留場」より徒歩2分[3]

## 周辺
- 大阪府警住吉警察署[3]
- 住吉大社[3]

## 関連施設
- 介護老人保健施設 玉串すみれ苑（大阪府東大阪市玉串町西3-2-3）
- 越宗クリニック（大阪府東大阪市玉串町西3-2-3）
- ケアプランセンター すみれ苑（大阪府東大阪市玉串町西3-2-48）
- ケアプランセンター こしむね（大阪府大阪市住吉区東粉浜3-24-8）